# 2008年北京オリンピックのアメリカ領サモア選手団
2008年北京オリンピックのアメリカ領サモア選手団（2008ねんペキンオリンピックのアメリカりょうサモアせんしゅだん）は、2008年8月8日から8月24日まで開催された2008年北京オリンピックにおけるアメリカ領サモア選手団の名簿。選手名及び所属・記録は2008年当時のもの。

## 概要

### 選手団
- 人員: 選手 5人

## 種目別選手・スタッフ名簿及び成績

### 陸上競技
- スローン・サニトア（男子100m）12秒60 1次予選敗退

### 競泳
- Stewart Glenister（男子50m）25秒45 予選敗退
- Virginia Farmer（女子50m）28秒82 予選敗退

### 柔道
- Silulu A'etonu（女子63kg級）1回戦敗退